# Iuri Nesterov
Iuri Nesterov   (Sant Petersburg, 24 de març de 1967) és un jugador d'handbol rus, ja retirat, que va competir entre la 1980 i el 2008.
El 1988 va prendre part en els Jocs Olímpics de Seül, on guanyà la medalla d'or en la competició d'handbol. En el seu palmarès també destaca una medalla de plata al Campionat del Món d'handbol de 1990. Jugà 125 partits amb la selecció nacional soviètica.
A nivell de clubs jugà al CSKA Moscou i al Sant Petersburg HC russos, fins que el 1993 marxà a Espanya, on jugà en nombrosos equips de la lliga ASOBAL: com el SDC San Antonio (1991-1993), Teka Santander (1993-1994), Acadèmia Octavio Vigo (1994-1998), SD Teucro (2001-2003 i 2004-2005) o el Bidasoa Irun (2003-2004).